# Moskwa (aparat fotograficzny)

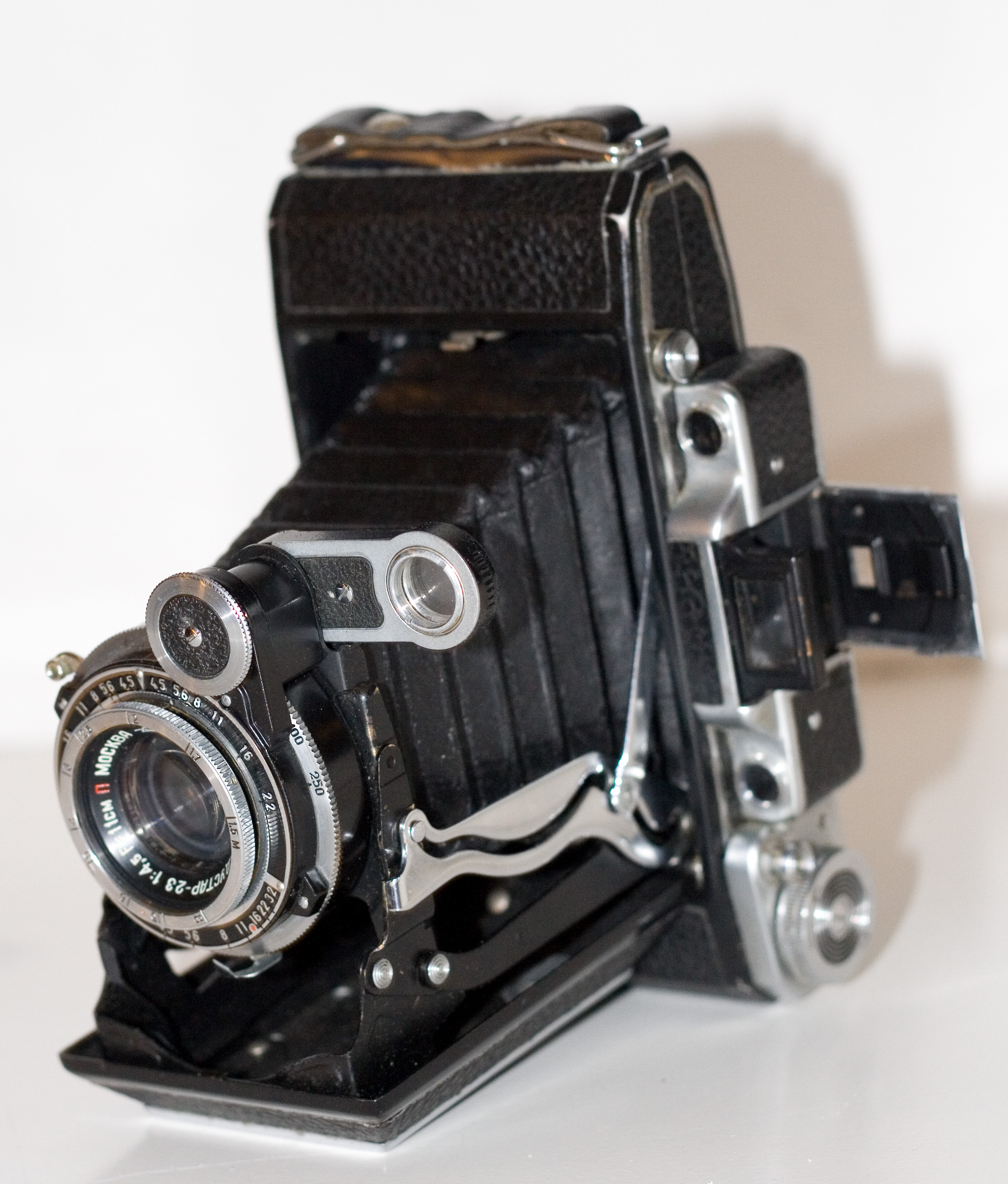
Aparat fotograficzny Moskwa-2

Moskwa (Москва) – rodzina aparatów fotograficznych średniego formatu wytwarzanych w ZSRR. W latach 1946–1960 wyprodukowano łącznie ponad pół miliona aparatów z rodziny Moskwa.
Aparaty fotograficzne Moskwa były wytwarzane w latach 1945-1960 w oparciu o dokumentację produkcyjną z zakładów Zeiss-Ikon. Wszystkie wyposażano w obiektywy Industar, czterosoczewkowe tryplety typu Tessar, oraz migawkę centralną.
- Moskwa – (również Moskwa-1) składany na błonę zwojową. Zdjęcia w formacie 6 × 9 cm. Obiektyw Industar-23 f/4,5 110 mm. Czas naświetlań od 1 s do 1/250 s. Celownik teleskopowy, nastawianie ostrości według skali odległości na oprawie obiektywu.
- Moskwa-2 – składany na błonę zwojową. Zdjęcia w formacie 6 × 9 cm. Obiektyw Industar-23 f/4,5 110 mm. Czas naświetlań od 1 s do 1/250 s. Celownik teleskopowy, nastawianie ostrości za pomocą dalmierza z kompensatorem klinowym oraz według skali odległości na oprawie obiektywu.
- Moskwa-3 – składany płytowy aparat metalowy. Zdjęcia w formacie 6,5 × 9 cm. Obiektyw Industar-23 f/4,5 110 mm lub Industar-24 f/3,5 105 mm. Celownik teleskopowy, nastawianie ostrości na matówce i według skali odległości na oprawie obiektywu. Adapter do błon zwojowych dostępny jako wyposażenie dodatkowe.
- Moskwa-4 – składany na błonę zwojową. Zdjęcia w formacie 6 × 6 oraz 6 × 9 cm. Obiektyw Industar-23 f/4,5 110 mm. Czas naświetlań od 1 s do 1/250 s, migawka z gniazdem synchronizacji z lampami błyskowymi. Celownik teleskopowy, nastawianie ostrości za pomocą dalmierza z kompensatorem klinowym oraz według skali odległości na oprawie obiektywu.
- Moskwa-5 – składany na błonę zwojową. Zdjęcia w formacie  6 × 6 oraz 6 × 9 cm. Obiektyw Industar-24 f/3,5 105 mm. Czas naświetlań od 1 s do 1/250 s, migawka z samowyzwalaczem i gniazdem synchronizacji z lampami błyskowymi. Celownik teleskopowy, nastawianie ostrości za pomocą dalmierza z kompensatorem klinowym oraz według skali odległości na oprawie obiektywu.